# Oum Touyour
Oum Touyour là một đô thị thuộc tỉnh El Oued, Algérie. Dân số thời điểm năm 2002 là 9.735 người.

## Khí hậu
Oum Touyour có khí hậu sa mạc nóng (phân loại khí hậu Köppen BWh), với mùa hè rất nóng và mùa đông ôn hòa.
| Dữ liệu khí hậu của Oum Touyour         | Dữ liệu khí hậu của Oum Touyour | Dữ liệu khí hậu của Oum Touyour | Dữ liệu khí hậu của Oum Touyour | Dữ liệu khí hậu của Oum Touyour | Dữ liệu khí hậu của Oum Touyour | Dữ liệu khí hậu của Oum Touyour | Dữ liệu khí hậu của Oum Touyour | Dữ liệu khí hậu của Oum Touyour | Dữ liệu khí hậu của Oum Touyour | Dữ liệu khí hậu của Oum Touyour | Dữ liệu khí hậu của Oum Touyour | Dữ liệu khí hậu của Oum Touyour | Dữ liệu khí hậu của Oum Touyour |
| Tháng                                   | 1                               | 2                               | 3                               | 4                               | 5                               | 6                               | 7                               | 8                               | 9                               | 10                              | 11                              | 12                              | Năm                             |
| --------------------------------------- | ------------------------------- | ------------------------------- | ------------------------------- | ------------------------------- | ------------------------------- | ------------------------------- | ------------------------------- | ------------------------------- | ------------------------------- | ------------------------------- | ------------------------------- | ------------------------------- | ------------------------------- |
| Trung bình ngày tối đa °C (°F)          | 16.8 (62.2)                     | 19.2 (66.6)                     | 23.3 (73.9)                     | 27.8 (82.0)                     | 33.2 (91.8)                     | 37.9 (100.2)                    | 41.4 (106.5)                    | 40.5 (104.9)                    | 35.2 (95.4)                     | 28.8 (83.8)                     | 21.9 (71.4)                     | 17.5 (63.5)                     | 28.6 (83.5)                     |
| Trung bình ngày °C (°F)                 | 11.0 (51.8)                     | 13.3 (55.9)                     | 16.7 (62.1)                     | 20.8 (69.4)                     | 25.9 (78.6)                     | 30.8 (87.4)                     | 33.9 (93.0)                     | 33.2 (91.8)                     | 28.7 (83.7)                     | 22.6 (72.7)                     | 16.1 (61.0)                     | 11.9 (53.4)                     | 22.1 (71.7)                     |
| Tối thiểu trung bình ngày °C (°F)       | 5.3 (41.5)                      | 7.4 (45.3)                      | 10.2 (50.4)                     | 13.8 (56.8)                     | 18.6 (65.5)                     | 23.8 (74.8)                     | 26.4 (79.5)                     | 26.0 (78.8)                     | 22.3 (72.1)                     | 16.4 (61.5)                     | 10.4 (50.7)                     | 6.4 (43.5)                      | 15.6 (60.0)                     |
| Lượng Giáng thủy trung bình mm (inches) | 9 (0.4)                         | 6 (0.2)                         | 12 (0.5)                        | 9 (0.4)                         | 8 (0.3)                         | 2 (0.1)                         | 1 (0.0)                         | 2 (0.1)                         | 11 (0.4)                        | 13 (0.5)                        | 13 (0.5)                        | 10 (0.4)                        | 96 (3.8)                        |
| Nguồn: climate-data.org                 |                                 |                                 |                                 |                                 |                                 |                                 |                                 |                                 |                                 |                                 |                                 |                                 |                                 |